# Räsna (Põltsamaa)
Räsna – wieś w Estonii, w prowincji Jõgeva, w gminie Põltsamaa.